# マイケル・チャンドラー
マイケル・チャンドラー（Michael Chandler、1986年4月24日 - ）は、アメリカ合衆国の男性総合格闘家。ミズーリ州ハイリッジ出身。サンフォードMMA所属。元Bellator世界ライト級王者。UFC世界ライト級ランキング12位。

## 来歴
高校時代はレスリングとアメリカンフットボールに励み、アメリカンフットボールではレター表彰を3度受賞した。また成績優秀者名簿に載るほど学業でも優秀だった。ミズーリ大学時代はレスリング部のキャプテンとして、NCAAディヴィジョン1レスラーとして活躍。通算戦績100勝以上を誇り、オールアメリカンにも選出された。
大学卒業後、元チームメイトのベン・アスクレンやタイロン・ウッドリーが総合格闘家として活躍する姿に影響されてエクストリーム・クートゥアで総合格闘技の練習を始め、2009年にプロ総合格闘家デビュー。

### Bellator
2010年9月30日、Bellator初参戦となったBellator 31でスコット・スタップと対戦し、1RTKO勝ち。
2011年3月12日、Bellatorシーズン4ライト級トーナメントに参戦。Bellator 36のトーナメント準決勝でマルチン・ヘルドと対戦し、肩固めで1R一本勝ち。続くBellator 40のトーナメント準決勝でロイド・ウッダードと対戦し、3-0の判定勝ち。続くBellator 44のトーナメント決勝戦でパトリッキー・フレイレと対戦し、3-0の判定勝ち。トーナメント優勝を果たし、Bellator世界ライト級王座への挑戦権を獲得した。

#### Bellator世界王座獲得
2011年11月19日、Bellato 58のBellator世界ライト級タイトルマッチで王者エディ・アルバレスに挑戦。一進一退の激闘を繰り広げ、4Rにリアネイキドチョークで一本勝ち。王座獲得に成功した。
2012年5月4日、Bellator 67のノンタイトルマッチで郷野聡寛と対戦し、右ストレートでダウンを奪いパウンドで開始56秒のTKO勝ち。
2013年1月17日、Bellator 85のBellator世界ライト級タイトルマッチで挑戦者リック・ホーンと対戦し、リアネイキドチョークで2R一本勝ち。王座の初防衛に成功した。
2013年7月31日、Bellator 97のBellator世界ライト級タイトルマッチで挑戦者デヴィッド・リッケルスと対戦。右ストレートでダウンを奪い、立ち上がったリッケルスに追撃の右フックで再びダウンを奪い追撃のパウンドで開始44秒のKO勝ち。2度目の王座防衛に成功した。

#### 世界王座陥落
2013年11月2日、Bellator 106のBellator世界ライト級王座の防衛戦で前王者のエディ・アルバレスと再戦。前戦同様に一進一退の攻防を繰り広げたものの、1-2の5R判定負け。王座から陥落し、キャリア13戦目で初黒星を喫した。海外のMMAメディアサイトの採点では13人中10人の記者がチャンドラーの勝利を支持した。
2014年5月17日、Bellator 120のBellator世界ライト級暫定王座決定戦でウィル・ブルックスと対戦し、1-2の5R判定負け。暫定王座獲得に失敗した。当初はダイレクトリマッチでエディ・アルバレスに挑戦予定であったが、アルバレスの負傷欠場によりブルックスとの暫定王座決定戦に変更となった。
2014年11月15日、Bellator 131のBellator世界ライト級王座決定戦でウィル・ブルックスと再戦し、スタンドパンチ連打で4RTKO負け。王座獲得に失敗し、3連敗となった。

#### 2度目の世界王座獲得から陥落
2016年6月24日、Bellator 157のBellator世界ライト級王座決定戦でパトリッキー・フレイレと再戦し、1Rに右ストレート一発で失神KO勝ち。王座再獲得に成功した。
2016年11月19日、Bellator 165のBellator世界ライト級王座の防衛戦で元UFC世界ライト級王者のベンソン・ヘンダーソンと対戦し、2-1の5R判定勝ち。王座の初防衛に成功した。
2017年6月24日、Bellator NYCのBellator世界ライト級タイトルマッチで挑戦者ブレント・プリムスと対戦し、足首の負傷によるドクターストップで1RTKO負け。王座から陥落した。
2018年1月20日、Bellator 192でゴイチ・ヤマウチと対戦し、3-0の判定勝ち。同年4月13日のBellator 197でブランドン・ガーツと対戦し、肩固めで1R一本勝ち。

#### 3度目の世界王座獲得から陥落
2018年12月14日、Bellator 212のBellator世界ライト級タイトルマッチで王者ブレント・プリムスと再戦し、3-0の5R判定勝ち。王座奪還に成功するとともにリベンジを果たした。
2019年5月11日、Bellator 221のBellator世界ライト級タイトルマッチで1階級下のフェザー級王者パトリシオ・ピットブルと対戦し、右フックでダウンを奪われパウンドで1RTKO負け。王座から陥落した。
2019年12月29日、Bellator JAPANでシドニー・アウトローと対戦し、右ストレートで1RTKO勝ち。当初は同大会でベンソン・ヘンダーソンと再戦予定であったが、ヘンダーソンの負傷欠場によりアウトローとの対戦に変更された。
2020年8月7日、Bellator 243でベンソン・ヘンダーソンと再戦し、左ストレートで1RKO勝ち。この試合を最後に長年所属し続けたBellatorから離脱した。

### UFC
2020年9月18日、UFCと正式に契約。
2021年1月24日、UFC初参戦となったUFC 257でライト級ランキング6位のダン・フッカーと対戦し、左フックでダウンを奪いパウンドで1RTKO勝ち。パフォーマンス・オブ・ザ・ナイトを受賞した。
2021年5月15日、UFC 262のUFC世界ライト級王座決定戦でライト級ランキング3位のチャールズ・オリベイラと対戦。1Rに右ストレートを効かせパウンドで追い詰めるのの、2R序盤に左フックでダウンを奪われ、立ち上がったところに追撃の左フックで再びダウンを奪われパウンドでTKO負け。王座獲得に失敗した。
2021年11月6日、UFC 268でライト級ランキング2位のジャスティン・ゲイジーと対戦。2Rに右アッパーでダウンを奪われるピンチを凌ぎ、終始激しい打撃戦を繰り広げたものの0-3の判定負け。ファイト・オブ・ザ・ナイトを受賞した。
2022年5月7日、UFC 274でライト級ランキング7位のトニー・ファーガソンと対戦し、右前蹴りで2R失神KO勝ち。パフォーマンス・オブ・ザ・ナイトを受賞した。試合後インタビューでコナー・マクレガーに対戦をアピールした。
2022年11月12日、UFC 281でライト級ランキング2位のダスティン・ポイエーと対戦し、3Rにリアネイキドチョークで自身のキャリア初の一本負け。ファイト・オブ・ザ・ナイトを受賞した。
2024年11月16日、2年ぶりの復帰戦となったUFC 309でライト級ランキング2位のチャールズ・オリベイラと3年6カ月ぶりに再戦。5Rに右ストレートを効かせものの、グラウンドで終始劣勢に立たされ0-3の5R判定負け。敗れはしたものの、ファイト・オブ・ザ・ナイトを受賞した。
2025年4月12日、UFC 314でライト級ランキング12位のパディ・ピンブレットと対戦し、グラウンドの肘打ち連打で3RTKO負け。

## 人物・エピソード
- Bellatorライト級史上最多である3度の王座獲得に成功している。また、パトリシオ・ピットブルに次いでBellator史上2番目となるタイトルマッチの勝利数「6」を保持している。
- 2014年に結婚し、2018年には黒人の男児を養子として迎え入れている。
- 2022年4月22日、第二子となる黒人の男児（2022年4月19日生まれ）を養子として迎え入れた。

## 戦績
| 総合格闘技 戦績 | 総合格闘技 戦績 | 総合格闘技 戦績 | 総合格闘技 戦績 | 総合格闘技 戦績 | 総合格闘技 戦績 | 総合格闘技 戦績 |
| --------------- | --------------- | --------------- | --------------- | --------------- | --------------- | --------------- |
| 33 試合         | (T)KO           | 一本            | 判定            | その他          | 引き分け        | 無効試合        |
| 23 勝           | 11              | 7               | 5               | 0               | 0               | 0               |
| 10 敗           | 5               | 1               | 4               | 0               | 0               | 0               |

| 勝敗 | 対戦相手                       | 試合結果                              | 大会名                                                                      | 開催年月日     |
| ×    | パディ・ピンブレット           | 3R 3:07 TKO（グラウンドの肘打ち連打） | UFC 314: Volkanovski vs. Lopes                                              | 2025年4月12日  |
| ×    | チャールズ・オリベイラ         | 5分5R終了 判定0-3                     | UFC 309: Jones vs. Miocic                                                   | 2024年11月16日 |
| ×    | ダスティン・ポイエー           | 3R 2:00 リアネイキドチョーク          | UFC 281: Adesanya vs. Pereira                                               | 2022年11月12日 |
| ○    | トニー・ファーガソン           | 2R 0:17 KO（右前蹴り）                | UFC 274: Oliveira vs. Gaethje                                               | 2022年5月7日   |
| ×    | ジャスティン・ゲイジー         | 5分3R終了 判定0-3                     | UFC 268: Usman vs. Covington 2                                              | 2021年11月6日  |
| ×    | チャールズ・オリベイラ         | 2R 0:19 TKO（左フック→パウンド）      | UFC 262: Oliveira vs. Chandler 【UFC世界ライト級王座決定戦】                | 2021年5月15日  |
| ○    | ダン・フッカー                 | 1R 2:30 TKO（左フック→パウンド）      | UFC 257: Poirier vs. McGregor 2                                             | 2021年1月24日  |
| ○    | ベン・ヘンダーソン             | 1R 2:09 KO（左ストレート→パウンド）   | Bellator 243: Chandler vs. Henderson 2                                      | 2020年8月7日   |
| ○    | シドニー・アウトロー           | 1R 2:59 KO（右ストレート）            | Bellator JAPAN                                                              | 2019年12月29日 |
| ×    | パトリシオ・ピットブル         | 1R 1:01 TKO（右フック→パウンド）      | Bellator 221: Chandler vs. Pitbull 【Bellator世界ライト級タイトルマッチ】   | 2019年5月11日  |
| ○    | ブレント・プリムス             | 5分5R終了 判定3-0                     | Bellator 212: Primus vs. Chandler 2 【Bellator世界ライト級タイトルマッチ】  | 2018年12月14日 |
| ○    | ブランドン・ガーツ             | 1R 4:00 肩固め                        | Bellator 197: Chandler vs. Girtz                                            | 2018年4月13日  |
| ○    | ゴイチ・ヤマウチ               | 5分3R終了 判定3-0                     | Bellator 192: Rampage vs. Sonnen                                            | 2018年1月20日  |
| ×    | ブレント・プリムス             | 1R 2:22 TKO（足首の負傷）             | Bellator NYC: Sonnen vs. Silva 【Bellator世界ライト級タイトルマッチ】       | 2017年6月24日  |
| ○    | ベン・ヘンダーソン             | 5分5R終了 判定2-1                     | Bellator 165: Chandler vs. Henderson 【Bellator世界ライト級タイトルマッチ】 | 2016年11月19日 |
| ○    | パトリッキー・フレイレ         | 1R 2:14 KO（右ストレート）            | Bellator 157: Dynamite 2 【Bellator世界ライト級王座決定戦】                 | 2016年6月24日  |
| ○    | デヴィッド・リッケルズ         | 2R 3:05 TKO（パウンド）               | Bellator 145: With a Vengeance                                              | 2015年11月6日  |
| ○    | デレク・カンポス               | 1R 2:17 リアネイキドチョーク          | Bellator 138: Kimbo vs. Shamrock                                            | 2015年6月19日  |
| ×    | ウィル・ブルックス             | 4R 3:48 TKO（スタンドパンチ連打）     | Bellator 131: Tito vs. Bonnar 【Bellator世界ライト級王座決定戦】            | 2014年11月15日 |
| ×    | ウィル・ブルックス             | 5分5R終了 判定1-2                     | Bellator 120 【Bellator世界ライト級暫定王座決定戦】                         | 2014年5月17日  |
| ×    | エディ・アルバレス             | 5分5R終了 判定1-2                     | Bellator 106 【Bellator世界ライト級タイトルマッチ】                         | 2013年11月2日  |
| ○    | デヴィッド・リッケルス         | 1R 0:44 KO（右フック→パウンド）       | Bellator 97 【Bellator世界ライト級タイトルマッチ】                          | 2013年7月31日  |
| ○    | リック・ホーン                 | 2R 3:07 リアネイキドチョーク          | Bellator 85 【Bellator世界ライト級タイトルマッチ】                          | 2013年1月17日  |
| ○    | 郷野聡寛                       | 1R 0:56 TKO（右ストレート→パウンド）  | Bellator 67                                                                 | 2012年5月4日   |
| ○    | エディ・アルバレス             | 4R 3:06 リアネイキドチョーク          | Bellator 58 【Bellator世界ライト級タイトルマッチ】                          | 2011年11月19日 |
| ○    | パトリッキー・フレイレ         | 5分3R終了 判定3-0                     | Bellator 44 【ライト級トーナメント 決勝】                                   | 2011年5月14日  |
| ○    | ロイド・ウッダード             | 5分3R終了 判定3-0                     | Bellator 40 【ライト級トーナメント 準決勝】                                 | 2011年4月9日   |
| ○    | マルチン・ヘルド               | 1R 3:56 肩固め                        | Bellator 36 【ライト級トーナメント 1回戦】                                  | 2011年3月12日  |
| ○    | クリス・ペイジ                 | 1R 0:57 ギロチンチョーク              | Bellator 32                                                                 | 2010年10月14日 |
| ○    | スコット・スタップ             | 1R 1:57 TKO                           | Bellator 31                                                                 | 2010年9月30日  |
| ○    | サル・ウッズ                   | 1R 0:59 リアネイキドチョーク          | Strikeforce: Heavy Artillery                                                | 2010年5月15日  |
| ○    | リチャード・ブッパーヌウォング | 2R 2:07 TKO                           | Strikeforce Challengers 5                                                   | 2009年11月21日 |
| ○    | カイル・スワッドリー           | 1R 3:30 TKO                           | First Blood                                                                 | 2009年8月8日   |

## 獲得タイトル
- Bellatorシーズン4 ライト級トーナメント 優勝（2011年）
- 第2代Bellator世界ライト級王座（2011年）
- 第5代Bellator世界ライト級王座（2016年）
- 第7代Bellator世界ライト級王座（2018年）

## 表彰
- UFC ファイト・オブ・ザ・ナイト（3回）
- UFC パフォーマンス・オブ・ザ・ナイト（2回）
- レスリングNCAAディヴィジョン1 オールアメリカン（2009年）
- SHERDOG ブレイクスルー・オブ・ザ・イヤー（2011年）
- Yahoo! Sports ファイト・オブ・ザ・イヤー（2011年/エディ・アルバレス戦）

## ペイ・パー・ビュー販売件数
| 開催年月日    | イベント                                                   | 販売件数 | 備考         |
| ------------- | ---------------------------------------------------------- | -------- | ------------ |
| 2021年5月15日 | UFC 262: チャールズ・オリベイラ vs. マイケル・チャンドラー | 30万件   | ESPN+ 米国内 |